# Les Noces de Cana (Michel)
 (février 2013).
Pour les articles homonymes, voir Les Noces de Cana.
Les Noces de Cana est un tableau daté de 1676-1700 (le tableau porte la date de 1707), peint par Jean Michel. Il est conservé à Toulouse au Musée des Augustins.